# Macrosoma
Macrosoma is een geslacht van vlinders van de familie van de Hedylidae. De wetenschappelijke naam van dit geslacht is voor het eerst voorgesteld door Jacob Hübner in een publicatie uit 1818. De soorten van dit geslacht komen in Midden- en Zuid-Amerika voor.

## Soorten
- Macrosoma albida (Schaus, 1901)
- Macrosoma albifascia (W. Warren, 1904)
- Macrosoma albimacula (W. Warren, 1900)
- Macrosoma albipannosa (Prout, 1916)
- Macrosoma albistria (Prout, 1916)
- Macrosoma amaculata Scoble, 1990
- Macrosoma bahiata (C. Felder & Rogenhofer, 1875)
- Macrosoma biapicata (Prout, 1917)
- Macrosoma cascaria (Schaus, 1901)
- Macrosoma cellulata (Dognin, 1911)
- Macrosoma conifera (W. Warren, 1897)
- Macrosoma coscoja (Dognin, 1900)
- Macrosoma costilunata (Prout, 1916)
- Macrosoma hedylaria (W. Warren, 1894)
- Macrosoma heliconiaria (Guenée, 1858)
- Macrosoma hyacinthina (W. Warren, 1905)
- Macrosoma intermedia (Dognin, 1911)
- Macrosoma interrupta (W. Warren, 1904)
- Macrosoma klagesi (Prout, 1916)
- Macrosoma lamellifera (Prout, 1916)
- Macrosoma leptosiata (C. Felder & Rogenhofer, 1875)
- Macrosoma leucophasiata (Thierry-Mieg, 1904)
- Macrosoma leucoplethes (Prout, 1917)
- Macrosoma lucivittata (Walker, 1863)
- Macrosoma majormacula Lévêque, 2007
- Macrosoma minutipuncta (Prout, 1916)
- Macrosoma muscerdata (C. Felder & Rogenhofer, 1875)
- Macrosoma napiaria (Guenée, 1858)
- Macrosoma nigrimacula (W. Warren, 1897)
- Macrosoma paularia (Schaus, 1901)
- Macrosoma pectinogyna Scoble, 1990
- Macrosoma rubedinaria (Walker, 1862)
- Macrosoma satellitiata (Guenée, 1858)
- Macrosoma semiermis (Prout, 1932)
- Macrosoma stabilinota (Prout, 1932)
- Macrosoma subornata (W. Warren, 1904)
- Macrosoma tipulata Hübner, 1818
- Macrosoma uniformis (W. Warren, 1904)
- Macrosoma ustrinaria (Herrich-Schäffer, 1854)
- Macrosoma zikani (Prout, 1932)

Verder zijn van dit geslacht zeven nog onbeschreven soorten bekend.